# 濟爾哈朗
濟爾哈朗（穆麟德轉寫：Jirgalang，大词典轉寫：Zhirgalang；1599年11月19日—1655年6月11日），愛新覺羅氏，是舒爾哈齊第六子，努爾哈赤之姪。濟爾哈朗受封為和碩鄭親王，是清朝「鐵帽子王」之一。

## 生平
其父死後，被努爾哈赤養瀋陽盛京宮中，作親兒般看待，封為和碩貝勒。崇德八年八月，世祖即位，济尔哈朗奉命与睿亲王多尔衮一同辅政。順治元年冬十月晉封為信義輔政叔王。顺治四年二月，因建筑府第逾制，擅自使用铜狮、铜龟、铜鹤，被罚银二千，罢免辅政职务。五年三月，被革去親王爵降為多羅郡王。九月，被授予定远大将军，率师南下湖广。七年正月，班师还朝。十一月多尔衮暴毙，济尔哈朗果断逮捕多尔衮哥哥阿济格。九年二月，进封叔和硕郑亲王。
顺治十二年在北京病逝，年五十六。葬于西直门外白石桥。乾隆四十三年（1778）正月，下诏配享太庙，复嗣王封号为郑。谥号献。

## 家庭
济尔哈朗的二哥是阿敏。

### 妻妾
- 后金时期，贵族奉行一夫多妻多妾制，诸妻皆称福晋，继娶福晋非丧妻再娶。
- 嫡福晋，钮祜禄氏，巴图鲁、公额亦都之女
- 二娶福晋，叶赫那拉氏，德尔赫礼台吉之女，叶赫部贝勒金台石（孝慈高皇后之兄、皇太极舅舅）孙女
- 三娶福晋，钴尔哈苏氏，卓礼克图塔布囊之女
- 四娶福晋，扎鲁特博尔济吉特氏，巴格贝勒之女。
- 五娶福晋，叶赫那拉氏，名苏泰，林丹汗遗孀，德尔赫礼（德尔格勒）台吉之女。二娶福晋叶赫那拉氏之姐妹。
- 庶福晋，瓜尔佳氏，佐领察喇赖之女。
- 庶福晋，萨尔都氏，云骑尉达祜之女。
- 庶福晋，瓜尔佳氏，扎塔之女。
- 庶福晋，安氏，贴喇尼之女。
- 庶福晋，云氏，德克素尼之女。
- 庶福晋，戴佳氏，云骑尉品级南达海之女。
- 庶福晋，钮祜禄氏，伯尔格之女。
- 妾赫舍里氏，戴达礼之女
- 妾马氏，武赖之女
- 妾戴氏，骁骑校松坤之女
- 妾晋氏，山隆之女
- 妾蒙郭苏氏，迈密山之女

### 子嗣（10子）
- 长子悫厚世子富尔敦（1633-1651），天聪七年癸酉五月十三日巳时生，母侧福晋扎鲁特博尔吉吉特氏巴格贝勒之女；顺治八年辛卯四月二十日午时卒，年十九岁；嫡福晋博尔吉吉特氏多罗炳图郡王额参之女，继福晋纳喇氏都统拉那之女，
- 次子和硕简纯亲王济度（1633-1660），母三娶福晋钴尔哈苏氏卓礼克图塔布囊之女
- 三子多罗敏简郡王勒度（1636-1655），崇德元年丙子九月二十九日亥时生，母侧福晋扎鲁特博尔吉吉特氏巴格贝勒之女，与第一子同母；顺治十二年乙未十二月十九日卯时卒，年二十岁；嫡福晋科尔沁博尔吉吉特氏满图台吉之女，无嗣。
- 四子追封和硕简亲王巴尔堪（1637-1680），崇德二年丁丑闰四月二十五日丑时生，母庶福晋瓜尔佳氏札塔之女；康熙十九年庚申十月十一日寅时卒于军，年四十四岁；嫡福晋萨察氏瓦礼之女，继福晋瓜尔佳氏轻车都尉塔尔喀齐之女，妾刘氏刘相文之女，妾卓特氏鄂尔济泰之女，妾张氏张启封之女；五子：长子追封和硕简亲王巴塞，次子叶成额，三子额尔屯，四子奉国将军阿尔苏，五子阿尔台。
- 五子都统辉兰（1640-1701），崇德五年庚辰五月初八日辰时生，母为庶福晋安氏帖喇尼之女；康熙四十年辛巳十二月初二日子时卒，年六十二岁；嫡妻萨尔图氏郎中丹岱之女，继妻纳喇氏参领噶都浑之女，妾宗氏宗进位之女，妾娄氏伯车齐之女，妾金氏伯鲁之女，妾王氏王洪志之女，妾张氏张增玉之女，妾杨氏杨增盛之女，妾王氏双鼎之女；十八子：长子辉锡，次子伊哈达，三子纬锡，四子九塞，五子章雅图，六子奇资，七子玛喇德，八子阳罇，九子万德，十子禄景，十一子富朗，十二子佛奇，十三子玛尔图，十四子老君保，十五子赫顺，十六子前锋统领哈尔吉，十七子富雄，十八子德永保。
- 六子席图库（1642-1651），崇德七年壬申七月二十二日子时生，母为庶福晋瓜尔佳氏察喇礼之女；顺治八年辛卯十二月初九日戌时卒，年七岁。
- 七子辅国将军固美（1645-1693），顺治二年乙酉十二月二十三日寅时生，母庶福晋萨尔都氏云骑尉达钴之女；康熙三十二年癸酉八月初二日午时卒，年四十九岁；嫡妻佟佳氏侍郎锡图之女，妾崔氏崔达之女。八子：长子固尔浑，次子察尔奇，三子墨尔森，四子都尔孙，五子呼保珠，六子柴塞，七子雄宝珠，八子索住。
- 八子留锡（1648-1703），顺治五年戊子五月十八日巳时生，母庶福晋钮钴禄氏伯尔格之女；康熙四十二年癸未九月初五日子时卒，年五十六岁；嫡妻佟佳氏护军校富达里之女，继妻瓜尔佳氏佐领威赫德之女，三娶妻纳喇氏尚书能图之女，妾张氏鼐格之女。五子：长子恩龄，次子观琳珠，三子西林，四子胥保珠，五子已革御史稽鲁。
- 九子告退辅国将军武锡（1653-1707），顺治十年癸巳四月二十四日丑时生，母庶福晋云氏德克素尼之女；康熙四十六年丁亥十二月初三日卯时卒，年五十五岁；嫡妻他塔喇氏前锋参领尼雅汉之女，妾张氏平瑟之女，妾李氏存珠之女，妾姚氏姚云清之女，妾李氏李达之女，妾胡氏胡永福之女，妾朱氏朱祥之女。二十三子：长子奉国将军西克特恩，次子伊藤额，三子奉国将军西亲，四子锡绵，五子锡达，六子锡森，七子五品官锡尔泰，八子锡克新，九子锡詹，十子伊詹，十一子锡理禄，十二子锡珠理，十三子锡泰，十四子锡德宜，十五子锡类，十六子锡苏，十七子锡奇，十八子锡星，十九子锡海，二十子鄂齐哈，二十一子双子，二十二子珠禄，二十三子锡惠。
- 十子海伦（1655-1683），顺治十二年乙未正月二十七日子时生，庶母赫舍里氏戴达礼之女；康熙二年癸卯五月初二日酉时卒，年十九岁。

### 女儿
- 长女，嫁恩格德尔额驸和孙岱格格之子额尔克戴青。